# هی رام
هی رام (انگلیسی: Hey Ram, فارسی: اوه خدا) فیلمی هندی به کارگردانی کمال حسن است که در سال ۲۰۰۰ میلادی منتشر شد. شاهرخ خان و رانی موکرجی در این فیلم بازی کرده‌اند.

## بازیگران
- کمال حسن در نقش ساکت رام
- شاهرخ خان در نقش امجد علی خان
- رانی موکرجی در نقش Aparna
- هما مالینی در نقش Ambujam Iyengar
- واسوندارا داس در نقش Mythili Iyengar
- گیریش کارناد در نقش Uppilli Iyengar
- نصیرالدین شاه در نقش ماهاتما گاندی
- فریدا جلال در نقش کستوربا گاندی
- عباس در نقش منور
- شروتی حاسن در نقش دختر والابای پاتل
- نیکیتا آریا در نقش دختر Ambujam Iyengar
- اوم پوری در نقش Goel